# Успенська сільська рада (Амвросіївський район)
| Успенська сільська рада — колишній орган місцевого самоврядування у Амвросіївському районі Донецької області з адміністративним центром у с Успенка. Сільській раді підпорядковані населені пункти: - с. Успенка - с-ще Виселки - с. Калинове - с-ще Катеринівка - с. Манич - с-ще Степне |

## Склад ради
Рада складається з 16 депутатів та голови.

## Керівний склад сільської ради
| ПІБ                            | Основні відомості                                                         | Дата обрання | Дата звільнення |
| ------------------------------ | ------------------------------------------------------------------------- | ------------ | --------------- |
| Денисов Олександр Геннадійович | Сільський голова, 1951 року народження, освіта, безпартійний              | 26.03.2006   | 31.10.2010      |
| Денисов Олександр Геннадійович | Сільський голова, 1951 року народження, освіта вища, член Партії регіонів | 31.10.2010   |                 |

Примітка: таблиця складена за даними джерела